# Głębokość peryskopowa

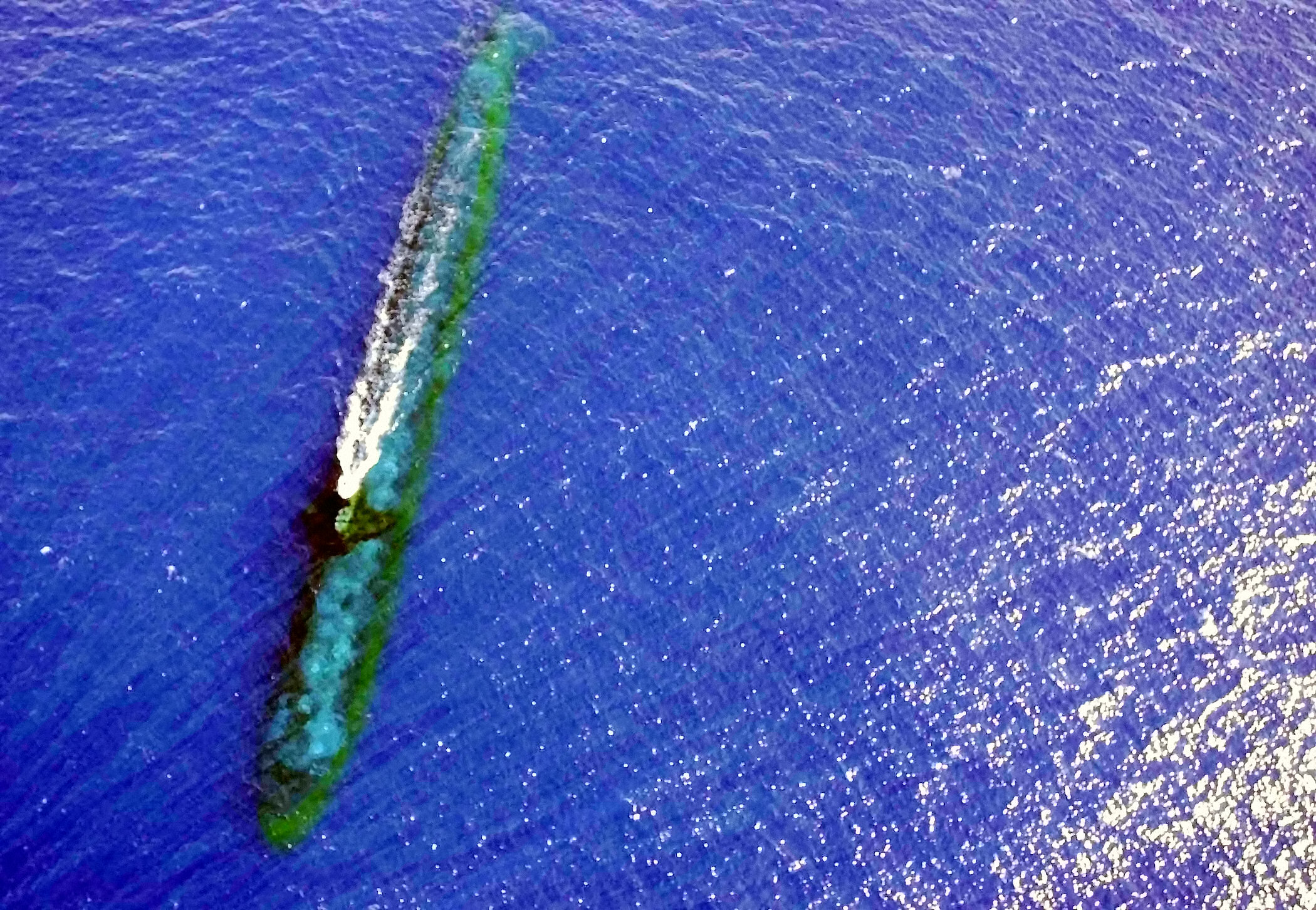
Okręt podwodny na głębokości peryskopowej, widziany z góry

Głębokość peryskopowa − maksymalna głębokość zanurzenia okrętu podwodnego, przy której możliwe jest obserwowanie powierzchni morza za pomocą peryskopu. Zwykle jest to kilka metrów pod powierzchnią. Okręt idący na głębokości peryskopowej trudniej jest wykryć niż wynurzony i, w razie spotkania z nieprzyjacielem, okręt ma możliwość zejścia na bezpieczniejszą głębokość w krótszym czasie. Jednocześnie, używając peryskopu, okręt podwodny może dość łatwo wykryć i obserwować inne jednostki.
Początkowo do obserwacji używano wyłącznie prostego peryskopu, z rozwojem lotnictwa wprowadzono peryskop do obserwacji nieba. Na głębokości peryskopowej można też używać chrap, czyli urządzenia doprowadzającego powietrze do silników spalinowych. Użycie chrap pozwala okrętowi na pracę silników spalinowych, co z kolei daje zwiększenie prędkości oraz możliwość naładowania akumulatorów.
Głębokość peryskopowa nie odpowiada jednej ściśle określonej odległości od powierzchni wody. Głębokość ta uzależniona jest od szeregu czynników, w tym konstrukcji okrętu – zwłaszcza rozmiarów, kształtu i wysokości kiosku, a także długości zainstalowanych w okręcie peryskopów. Wynosi kilka-kilkanaście metrów. Głębokość peryskopową należy odróżnić od głębokości radarowej oraz głębokości komunikacyjnej, stanowiących maksymalne głębokości zanurzenia, przy których możliwa jest odpowiednio obserwacja powierzchni morza i przestrzeni powietrznej za pomocą radaru, albo utrzymywanie łączności radiowej.